# Liste des matchs de l'équipe d'Ouganda de football par adversaire
Cette liste présente les matchs de l'équipe d'Ouganda de football par adversaire rencontré. Lorsqu'une rivalité footballistique particulière existe entre l'Ouganda et un autre pays, une page spécifique est parfois proposée.
- Haut – A
- B
- C
- D
- E
- F
- G
- H
- I
- J
- K
- L
- M
- N
- O
- P
- Q
- R
- S
- T
- U
- V
- W
- X
- Y
- Z

## A

### Afrique du Sud
| Date            | Lieu                         | Match                    | Score | Compétition                                |
| 10 octobre 2004 | Kampala Ouganda              | Ouganda - Afrique du Sud | 0-1   | Qualifications pour la CAN 2006 (Groupe 2) |
| 26 mars 2005    | Johannesbourg Afrique du Sud | Afrique du Sud - Ouganda | 2-1   | Qualifications pour la CAN 2006 (Groupe 2) |

| Rencontres | Victoires | Nuls | Défaites | Buts pour | Buts contre | Différence |
| ---------- | --------- | ---- | -------- | --------- | ----------- | ---------- |
| 2          | 0         | 0    | 2        | 1         | 3           | -2         |

### Angola
| Date             | Lieu            | Match            | Score | Compétition                                               |
| 1er juin 1996    | Kampala Ouganda | Ouganda - Angola | 0-2   | Qualifications pour la Coupe du monde 1998 (Premier tour) |
| 16 juin 1996     | Luanda Angola   | Angola - Ouganda | 3-1   | Qualifications pour la Coupe du monde 1998 (Premier tour) |
| 14 juin 2008     | Kampala Ouganda | Ouganda - Angola | 3-1   | Qualifications pour la Coupe du monde 2010                |
| 23 juin 2008     | Luanda Angola   | Angola - Ouganda | 0-0   | Qualifications pour la Coupe du monde 2010                |
| 4 septembre 2010 | Kampala Ouganda | Ouganda - Angola | 3-0   | Qualifications pour la CAN 2012 (Groupe J)                |
| 4 septembre 2011 | Luanda Angola   | Angola - Ouganda | 2-0   | Qualifications pour la CAN 2012 (Groupe J)                |
| 3 juin 2012      | Luanda Angola   | Angola - Ouganda | 1-1   | Qualifications pour la Coupe du monde 2014 (Groupe J)     |
| 15 juin 2013     | Kampala Ouganda | Ouganda - Angola | 2-1   | Qualifications pour la Coupe du monde 2014 (Groupe J)     |

| Rencontres | Victoires | Nuls | Défaites | Buts pour | Buts contre | Différence |
| ---------- | --------- | ---- | -------- | --------- | ----------- | ---------- |
| 8          | 3         | 2    | 3        | 10        | 10          | 0          |

## C

### Comores

#### Confrontations
Confrontations entre l'Ouganda et les Comores :
|   | Date             | Lieu        | Match             | Score | Compétition                                                  |
| - | ---------------- | ----------- | ----------------- | ----- | ------------------------------------------------------------ |
| 1 | 5 septembre 2015 | Mitsamiouli | Comores - Ouganda | 0-1   | Qualifications à la Coupe d'Afrique des nations 2017 (gr. D) |
| 2 | 4 septembre 2016 | Kampala     | Ouganda - Comores | 1-0   | Qualifications à la Coupe d'Afrique des nations 2017 (gr. D) |

#### Bilan
Au 22 mars 2024 :
- Total de matchs disputés : 3
- Victoires de l'Ouganda : 2
- Matchs nuls : 0
- Victoires des Comores : 1
- Total de buts marqués par l'Ouganda : 2
- Total de buts marqués par les Comores : 4

## E

### Égypte

#### Confrontations
Confrontations entre l'Ouganda et l'Égypte :
|    | Date             | Lieu        | Match                           | Score | Compétition                                                      |
| -- | ---------------- | ----------- | ------------------------------- | ----- | ---------------------------------------------------------------- |
| 1  | 18 janvier 1962  | Addis-Abeba | République arabe unie - Ouganda | 2-1   | Coupe d'Afrique des nations 1962 (demi-finale)                   |
| 2  | 4 juin 1967      | Kampala     | Ouganda - République arabe unie | 0-1   | Qualifications à la Coupe d'Afrique des nations 1968 (gr. 4)     |
| 3  | 1er mars 1974    | Le Caire    | Égypte - Ouganda                | 2-1   | Coupe d'Afrique des nations 1974 (gr. A)                         |
| 4  | 3 mars 1976      | Addis-Abeba | Égypte - Ouganda                | 2-1   | Coupe d'Afrique des nations 1976 (gr. A)                         |
| 5  | 21 janvier 1995  | Kampala     | Ouganda - Égypte                | 0-0   | Qualifications à la Coupe d'Afrique des nations 1996 (gr. 4)     |
| 6  | 30 juillet 1995  | Alexandrie  | Égypte - Ouganda                | 6-0   | Qualifications à la Coupe d'Afrique des nations 1996 (gr. 4)     |
| 7  | 20 août 2002     | Alexandrie  | Égypte - Ouganda                | 2-0   | Match amical                                                     |
| 8  | 8 janvier 2005   | Le Caire    | Égypte - Ouganda                | 3-0   | Match amical                                                     |
| 9  | 27 décembre 2005 | Le Caire    | Égypte - Ouganda                | 2-0   | Tournoi amical                                                   |
| 10 | 8 janvier 2011   | Le Caire    | Égypte - Ouganda                | 1-0   | Tournoi du bassin du Nil (gr. A)                                 |
| 11 | 17 janvier 2011  | Le Caire    | Égypte - Ouganda                | 3-1   | Tournoi du bassin du Nil (finale)                                |
| 12 | 29 mars 2012     | Khartoum    | Égypte - Ouganda                | 2-1   | Match amical                                                     |
| 13 | 2 octobre 2013   | El Gouna    | Égypte - Ouganda                | 3-0   | Match amical                                                     |
| 14 | 21 janvier 2017  | Port-Gentil | Égypte - Ouganda                | 1-0   | Coupe d'Afrique des nations 2017 (gr. D)                         |
| 15 | 31 août 2017     | Kampala     | Ouganda - Égypte                | 1-0   | Éliminatoires de la Coupe du monde 2018 : zone Afrique, groupe E |
| 16 | 5 septembre 2017 | Alexandrie  | Égypte - Ouganda                | 1-0   | Éliminatoires de la Coupe du monde 2018 : zone Afrique, groupe E |
| 17 | 30 juin 2019     | Le Caire    | Égypte - Ouganda                | 2-0   | Coupe d'Afrique des nations 2019 (gr. A)                         |

#### Bilan
Au 30 juin 2019 :
- Total de matchs disputés : 17
- Victoires de l'Ouganda : 1
- Matchs nuls : 1
- Victoires de l'Égypte : 15
- Total de buts marqués par l'Ouganda : 6
- Total de buts marqués par l'Égypte : 33

## M

### Maurice
| Date              | Lieu             | Match             | Score     | Compétition                                    |
| 14 septembre 1975 | Kampala Ouganda  | Ouganda - Maurice | 4-0       | Qualifications pour la CAN 1976                |
| 18 septembre 1975 | Maurice          | Maurice - Ouganda | 1-1       | Qualifications pour la CAN 1976                |
| 10 février 1990   | Kampala Ouganda  | Ouganda - Maurice | 4-1       | Match amical                                   |
| 11 octobre 2003   | Kampala Ouganda  | Ouganda - Maurice | 3-0       | Qualifications pour la CAN 2006 (Premier tour) |
| 16 novembre 2003  | Curepipe Maurice | Maurice - Ouganda | 3-1 a. p. | Qualifications pour la CAN 2006 (Premier tour) |

| Rencontres | Victoires | Nuls | Défaites | Buts pour | Buts contre | Différence |
| ---------- | --------- | ---- | -------- | --------- | ----------- | ---------- |
| 5          | 3         | 1    | 1        | 13        | 5           | +8         |

## R

### République centrafricaine

#### Confrontations
Confrontations entre la République centrafricaine et l'Ouganda :
|   | Date        | Lieu   | Match                               | Score | Compétition  |
| - | ----------- | ------ | ----------------------------------- | ----- | ------------ |
| 1 | 30 mai 2018 | Niamey | République centrafricaine - Ouganda | 1-0   | Match amical |

#### Bilan
Au 19 avril 2019 :
- Total de matchs disputés : 1
- Victoires de la République centrafricaine : 1
- Matchs nuls : 0
- Victoires de l'Ouganda : 0
- Total de buts marqués par la République centrafricaine : 1
- Total de buts marqués par l'Ouganda : 0

### République démocratique du Congo

#### Confrontations
Confrontations entre le Zaïre puis la république démocratique du Congo et l'Ouganda, :
|    | Date               | Lieu        | Match                    | Score | Compétition                                                     |
| -- | ------------------ | ----------- | ------------------------ | ----- | --------------------------------------------------------------- |
| 1  | 22 juillet 1965    | Brazzaville | Congo-Kinshasa - Ouganda | 6-2   | Jeux africains de 1965 (match pour la 5e place)                 |
| 2  | 8 novembre 1970    | Kampala     | Ouganda - Congo-Kinshasa | 1-4   | Qualifications à la Coupe d'Afrique des nations 1972 (1er tour) |
| 3  | 24 novembre 1970   | Kinshasa    | Congo-Kinshasa - Ouganda | 1-0   | Qualifications à la Coupe d'Afrique des nations 1972 (1er tour) |
| 4  | 1er septembre 1990 | Kampala     | Ouganda - Zaïre          | 2-1   | Qualifications à la Coupe d'Afrique des nations 1992 (gr. 8)    |
| 5  | 14 juillet 1991    | Kinshasa    | Zaïre - Ouganda          | 1-0   | Qualifications à la Coupe d'Afrique des nations 1992 (gr. 8)    |
| 6  | 28 juin 1997       | Kinshasa    | Zaïre - Ouganda          | 0-0   | Match amical                                                    |
| 7  | 27 octobre 2001    | Arusha      | Ouganda - RDC            | 1-0   | Match amical                                                    |
| 8  | 6 juin 2004        | Kampala     | Ouganda - RDC            | 1-0   | Qualifications à la Coupe du monde 2006 (zone Afrique - gr.2)   |
| 9  | 5 juin 2005        | Kinshasa    | RDC - Ouganda            | 4-0   | Qualifications à la Coupe du monde 2006 (zone Afrique - gr.2)   |
| 10 | 14 janvier 2011    | Le Caire    | RDC - Ouganda            | 0-1   | Tournoi du bassin du Nil (demi-finale)                          |
| 11 | 22 juin 2019       | Le Caire    | RDC - Ouganda            | 0-2   | Coupe d'Afrique des nations 2019 (gr. A)                        |

#### Bilan
Au 24 juin 2019 :
- Total de matchs disputés : 11
- Victoires de la république démocratique du Congo : 5
- Matchs nuls : 1
- Victoires de l'Ouganda : 5
- Total de buts marqués par la république démocratique du Congo : 10
- Total de buts marqués par l'Ouganda : 17

## S

### Sénégal
| Date             | Lieu            | Match             | Score | Compétition                                           |
| 13 janvier 2001  | Kampala Ouganda | Ouganda - Sénégal | 1-1   | Qualifications pour la CAN 2002 (Groupe 5)            |
| 24 mars 2001     | Dakar Sénégal   | Sénégal - Ouganda | 3-0   | Qualifications pour la CAN 2002 (Groupe 5)            |
| 9 juin 2012      | Kampala Ouganda | Ouganda - Sénégal | 1-1   | Qualifications pour la Coupe du monde 2014 (Groupe J) |
| 7 septembre 2013 | Marrakech Maroc | Sénégal - Ouganda | 1-0   | Qualifications pour la Coupe du monde 2014 (Groupe J) |
| 5 juin 2017      | Dakar           | Sénégal - Ouganda | 0-0   | Match amical                                          |
| 5 juillet 2019   | Le Caire        | Ouganda - Sénégal | 0-1   | Coupe d'Afrique des nations 2019 (1/8 de finale)      |

| Rencontres | Victoires | Nuls | Défaites | Buts pour | Buts contre | Différence |
| ---------- | --------- | ---- | -------- | --------- | ----------- | ---------- |
| 6          | 0         | 3    | 3        | 2         | 7           | -5         |

### Seychelles
| Date              | Lieu          | Match                | Score | Compétition  |
| 21 novembre 1992  | Tanzanie      | Ouganda - Seychelles | 5-2   | Match amical |
| 1er décembre 1994 | Nairobi Kenya | Ouganda - Seychelles | 2-0   | Match amical |

| Rencontres | Victoires | Nuls | Défaites | Buts pour | Buts contre | Différence |
| ---------- | --------- | ---- | -------- | --------- | ----------- | ---------- |
| 2          | 2         | 0    | 0        | 7         | 2           | +5         |

### Somalie

#### Confrontations
Confrontations entre la Somalie et l'Ouganda :
|    | Date              | Lieu         | Match             | Score | Compétition                                                                           |
| -- | ----------------- | ------------ | ----------------- | ----- | ------------------------------------------------------------------------------------- |
| 1  | 7 janvier 1969    |              | Ouganda - Somalie | 7-1   | Match amical                                                                          |
| 2  | 12 août 1973      | Mogadiscio   | Somalie - Ouganda | 2-0   | Qualifications à la Coupe d'Afrique des nations 1974 (tour préliminaire)              |
| 3  | 26 août 1973      | Kampala      | Ouganda - Somalie | 5-0   | Qualifications à la Coupe d'Afrique des nations 1974 (tour préliminaire)              |
| 4  | 22 septembre 1973 | Kampala      | Ouganda - Somalie | 6-1   | Coupe CECAFA des nations 1973 (gr. A)                                                 |
| 5  | 1974              |              | Ouganda - Somalie | 1-1   | Coupe CECAFA des nations 1974 (en)(gr. A)                                             |
| 6  | 6 novembre 1976   |              | Ouganda - Somalie | 2-0   | Coupe CECAFA des nations 1976 (gr. A)                                                 |
| 7  | 2 décembre 1977   | Mogadiscio   | Somalie - Ouganda | 0-1   | Coupe CECAFA des nations 1977 (en)(gr. A)                                             |
| 8  | 13 novembre 1978  | Lilongwe     | Somalie - Ouganda | 2-2   | Coupe CECAFA des nations 1978 (en)(1er tour)                                          |
| 9  | 5 octobre 1986    | Kampala      | Ouganda - Somalie | 5-0   | Qualifications à la Coupe d'Afrique des nations 1988 (tour préliminaire)              |
| 10 | 19 octobre 1986   | Mogadiscio   | Somalie - Ouganda | 0-0   | Qualifications à la Coupe d'Afrique des nations 1988 (tour préliminaire)              |
| 11 | 29 juillet 1999   | Kigali       | Ouganda - Somalie | 2-0   | Coupe CECAFA des nations 1999 (gr. B)                                                 |
| 12 | 23 novembre 2000  | Kampala      | Ouganda - Somalie | 6-0   | Coupe CECAFA des nations 2000 (gr. A)                                                 |
| 13 | 1er décembre 2002 | Arusha       | Ouganda - Somalie | 2-0   | Coupe CECAFA des nations 2002 (gr. B)                                                 |
| 14 | 12 décembre 2004  | Addis-Abeba  | Ouganda - Somalie | 2-0   | Coupe CECAFA des nations 2004 (gr. B)                                                 |
| 15 | 1er décembre 2005 | Kigali       | Ouganda - Somalie | 7-0   | Coupe CECAFA des nations 2005 (gr. B)                                                 |
| 16 | 3 décembre 2006   | Addis-Abeba  | Ouganda - Somalie | 2-0   | Coupe CECAFA des nations 2006 (gr. C)                                                 |
| 17 | 7 janvier 2009    | Kampala      | Ouganda - Somalie | 4-0   | Coupe CECAFA des nations 2008 (gr. A)                                                 |
| 18 | 28 novembre 2011  | Dar es Salam | Somalie - Ouganda | 0-4   | Coupe CECAFA des nations 2011 (gr. B)                                                 |
| 19 | 27 juillet 2019   | Djibouti     | Somalie - Ouganda | 1-3   | Qualifications du Championnat d'Afrique des nations 2020 (zone Centre-Est - 1er tour) |
| 20 | 3 août 2019       | Kampala      | Ouganda - Somalie | 4-1   | Qualifications du Championnat d'Afrique des nations 2020 (zone Centre-Est - 1er tour) |

#### Bilan
Au 22 novembre 2019 :
- Total de matchs disputés : 20
- Victoires de la Somalie : 1
- Matchs nuls : 3
- Victoires de l'Ouganda : 16
- Total de buts marqués par la Somalie : 9
- Total de buts marqués par l'Ouganda : 65

### Soudan du Sud
Confrontations entre l'Ouganda et le Soudan du Sud :
|   | Date             | Lieu     | Match                   | Score | Compétition                                                                          |
| - | ---------------- | -------- | ----------------------- | ----- | ------------------------------------------------------------------------------------ |
| 1 | 10 juillet 2012  | Djouba   | Soudan du Sud - Ouganda | 2-2   | Match amical                                                                         |
| 2 | 30 novembre 2012 | Kampala  | Ouganda - Soudan du Sud | 4-0   | Coupe CECAFA des nations 2012 (gr. A)                                                |
| 3 | 14 juillet 2017  | Djouba   | Soudan du Sud - Ouganda | 0-0   | Qualifications au Championnat d'Afrique des nations 2018 (zone Centre-Est - 2e tour) |
| 4 | 22 juillet 2017  | Kampala  | Ouganda - Soudan du Sud | 5-1   | Qualifications au Championnat d'Afrique des nations 2018 (zone Centre-Est - 2e tour) |
| 5 | 8 décembre 2017  | Kakamega | Ouganda - Soudan du Sud | 5-1   | Coupe CECAFA des nations 2017 (gr. B)                                                |

#### Bilan
Au 4 mai 2019 :
- Total de matchs disputés : 5
- Victoires de l'Ouganda : 3
- Matchs nuls : 2
- Victoires du Soudan du Sud : 0
- Total de buts marqués par l'Ouganda : 16
- Total de buts marqués par le Soudan du Sud : 4

## Z

### Zimbabwe

#### Confrontations
Confrontations entre le Zimbabwe et l'Ouganda :
|    | Date             | Lieu         | Match              | Score | Compétition                                     |
| -- | ---------------- | ------------ | ------------------ | ----- | ----------------------------------------------- |
| 1  | 21 novembre 1981 | Dar es Salam | Ouganda - Zimbabwe | 0-0   | Coupe CECAFA des nations 1981 (gr. B)           |
| 2  | 6 juin 1982      | Bulawayo     | Zimbabwe - Ouganda | 2-1   | Match amical                                    |
| 3  | 13 juin 1982     | Harare       | Zimbabwe - Ouganda | 1-1   | Match amical                                    |
| 4  | 20 novembre 1982 | Kampala      | Ouganda - Zimbabwe | 1-1   | Coupe CECAFA des nations 1982 (gr. A)           |
| 5  | 23 novembre 1983 | Mombassa     | Zimbabwe - Ouganda | 1-0   | Coupe CECAFA des nations 1983 (demi-finale)     |
| 6  | 22 juillet 1984  | Kampala      | Ouganda - Zimbabwe | 0-1   | Match amical                                    |
| 7  | 4 décembre 1984  | Kampala      | Ouganda - Zimbabwe | 4-1   | Coupe CECAFA des nations 1984 (gr. A)           |
| 8  | 16 décembre 1987 | Asmara       | Ouganda - Zimbabwe | 0-0   | Coupe CECAFA des nations 1987 (gr. B)           |
| 9  | 8 novembre 1988  | Blantyre     | Zimbabwe - Ouganda | 0-0   | Coupe CECAFA des nations 1988 (gr. B)           |
| 10 | 6 novembre 1989  | Nairobi      | Ouganda - Zimbabwe | 1-1   | Coupe CECAFA des nations 1989 (gr. A)           |
| 11 | 22 août 2004     | Harare       | Zimbabwe - Ouganda | 2-0   | Match amical                                    |
| 12 | 6 décembre 2011  | Dar es Salam | Zimbabwe - Ouganda | 0-1   | Coupe CECAFA des nations 2011 (quart de finale) |
| 13 | 16 janvier 2014  | Le Cap       | Zimbabwe - Ouganda | 0-0   | Championnat d'Afrique des nations 2014 (gr. B)  |
| 14 | 27 janvier 2016  | Gisenyi      | Ouganda - Zimbabwe | 1-1   | Championnat d'Afrique des nations 2016 (gr. D)  |
| 15 | 31 mai 2016      | Harare       | Zimbabwe - Ouganda | 2-0   | Match amical                                    |
|    | 26 juin 2019     | Le Caire     | Ouganda - Zimbabwe |       | Coupe d'Afrique des nations 2019 (gr. A)        |

#### Bilan
Au 24 juin 2019 :
- Total de matchs disputés : 15
- Victoires du Zimbabwe : 5
- Matchs nuls : 8
- Victoires de l'Ouganda : 2
- Total de buts marqués par le Zimbabwe : 13
- Total de buts marqués par l'Ouganda : 10